# 魔咒之地
《魔咒之地》（旧译）是一款由夜光组開發並由史克威爾艾尼克斯發行在PlayStation 5和Microsoft Windows上的動作角色扮演遊戲，在2023年1月24日公開發售。

## 遊戲玩法
根據遊戲總監荒牧岳志的說法，《魔咒之地》的玩法將側重於快速地形穿越和流暢度，史克威爾艾尼克斯還將該作描述為「由故事驅動的冒險」，且會以開放世界的形式呈現，玩家角色將可以隨時隨地在遊戲世界中暢遊。

## 劇情

### 登場角色
主角芙蕾·霍蘭德（Frey Holland，艾拉·巴林斯卡飾）是一位來自紐約的年輕女子，有一天她突然穿越至一名叫「雅西亞」（Athia）的奇幻世界，而被迫使用獲得的魔法遍歷這異世，並努力生存下去以找到回家的路。在此期間，芙蕾了解到「雅西亞」由殘暴不仁的「坦塔姊妹」統治，她們分別是「力之坦塔」（Tanta of Strength）坦塔·西拉（Tanta Sila，詹妮娜·加萬卡飾）與「義之坦塔」（Tanta of Justice）坦塔·普拉維（Tanta Prave，波利安娜·麥金托什飾）。其他角色還包括由喬納森·凱克聲演的芙蕾右腕上會說話的袖口手鐲、由基拉·塞特爾飾演的圖書管理員喬赫蒂（Johedy），以及歐登，一位由莫妮卡·巴巴羅飾演的把他人生命放在首位的年輕女性。

## 開發
在遊戲開發的初期，《魔咒之地》以《雅西亞計劃》（Project Athia）為原名，並以有著更良好的圖形功能的PlayStation 5為假想平台，這些功能包括大大增強照明效果的光線追蹤與用於創建大型場所的程序生成。《魔咒之地》的名稱來自古英語「Forspeak」的過去分詞，遊戲製作人光野雷生認為此詞有著「施展魔法、令人著迷」的意思。
《魔咒之地》的劇作家陣容包括身兼領導的蓋瑞·惠塔、艾米·亨尼格、托德·斯塔什威克和艾莉森·賴默（Allison Rymer）。光野表示劇本是開發團隊的弱項，為此他們在找齊這些劇作家的同時，利用最終幻想系列的奇幻元素，希望作品能引起全球玩家的共鳴。而貝爾·麥克瑞利及蓋瑞·席曼則負責為遊戲配樂。《魔咒之地》會在PlayStation 5平台上獨佔兩年。芙蕾的演員巴林斯卡談道她參演後很快便跟其角色產生聯繫。

## 反響
遊戲獲得褒貶不一的評價。

## 外部連結
- 官方网站：日文、英文
- 魔咒之地的X（前Twitter）
- YouTube上的魔咒之地頻道